# Mutianyu

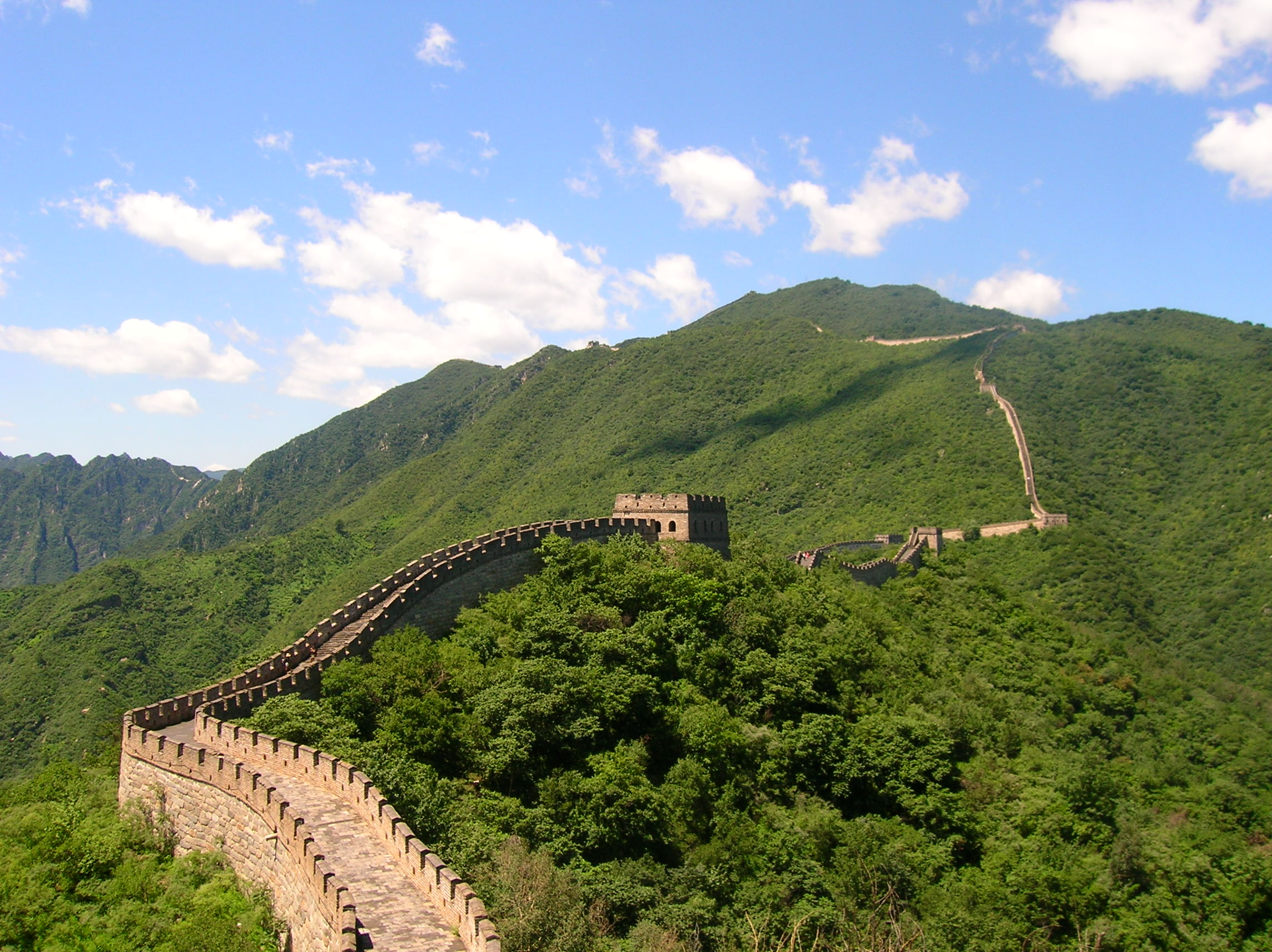
Een deel van het Mutianyu-gedeelte van de Chinese Muur

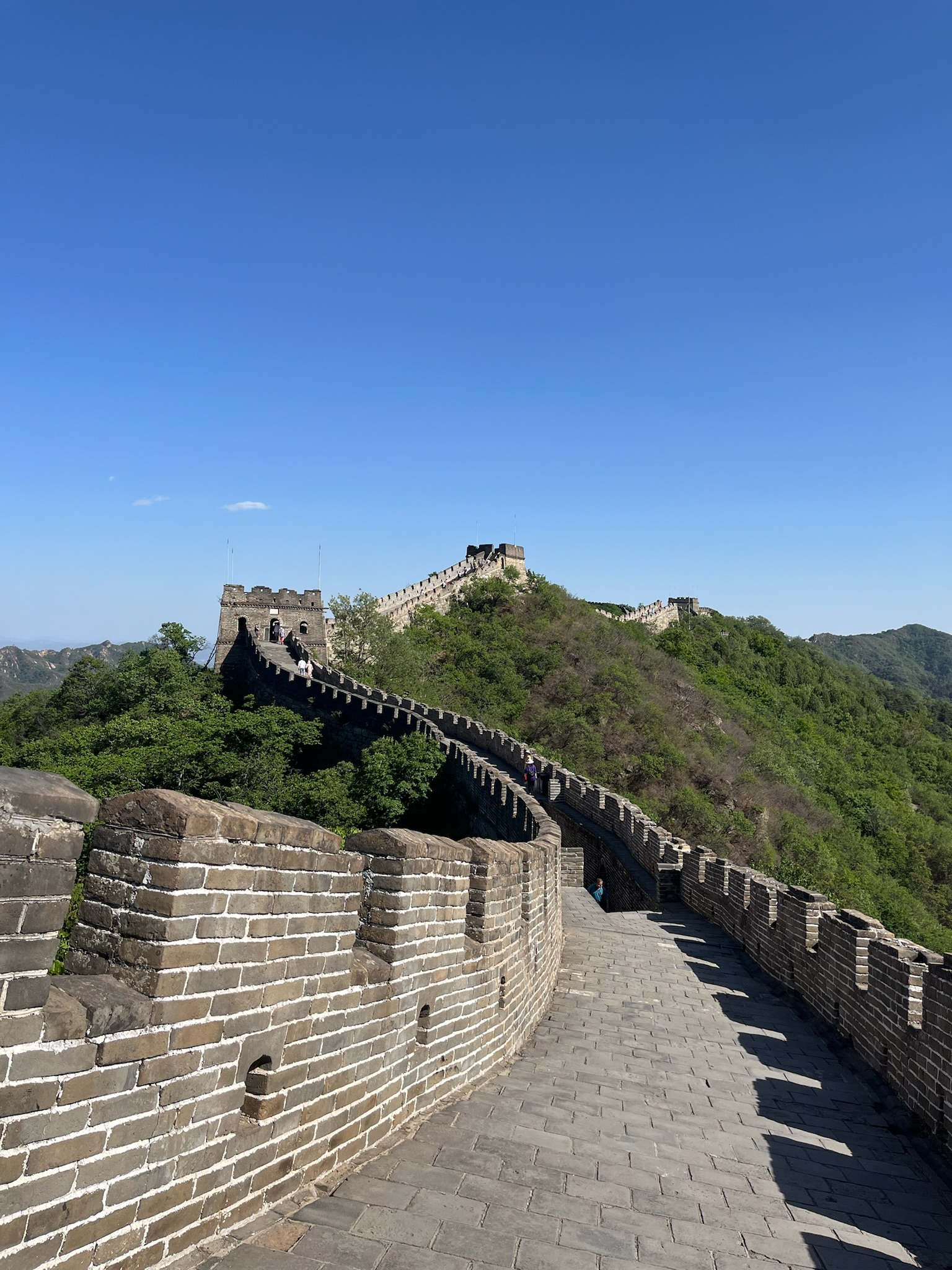
Mutianyu, China

Mutianyu is een van de plekken met toegang tot een deel van de Chinese Muur. Het ligt in het district Huairou binnen de stadsgrenzen van Peking, 70 kilometers ten noordoosten van het stadscentrum. Het Mutianyu-gedeelte van de Chinese Muur is verbonden met Jiankou in het westen en Lianhuachi in het oosten. Het Mutianyu-gedeelte van de Chinese Muur is een van de bestbewaarde delen van de Chinese Muur en diende vroeger als noordelijke barrière ter verdediging van de hoofdstad en de keizerlijke graven.